# Восточне (Охінський міський округ)
Восточне (рос. Восточное) — село у Охінському міському окрузі Сахалінської області Російської Федерації.
Населення становить 320 осіб (2013).

## Історія
Від 1925 року належить до Охінського міського округу Сахалінської області.

## Населення
| 1959 | 1970  | 1979  | 1989  | 2002 | 2010 | 2013 |
| ---- | ----- | ----- | ----- | ---- | ---- | ---- |
| 4997 | ↘2930 | ↘2456 | ↘2082 | ↘994 | ↘399 | ↘320 |